# Sâncraiu de Mureș
Sâncraiu de Mureș (in ungherese Marosszentkirály, in tedesco Weichseldorf) è un comune della Romania di 6861 abitanti, ubicato nel distretto di Mureș, nella regione storica della Transilvania. 
Il comune è formato dall'unione di 2 villaggi: Nazna e Sâncraiu de Mureș.